# Flomaton
Flomaton és una població dels Estats Units a l'estat d'Alabama. Segons el cens del 2000 tenia 1.588 habitants.

## Demografia
Segons el cens del 2000, Flomaton tenia 1.588 habitants, 644 habitatges, i 446 famílies. La densitat de població era de 115,9 habitants/km².
Dels 644 habitatges en un 32,9% hi vivien nens de menys de 18 anys, en un 49,1% hi vivien parelles casades, en un 16,9% dones solteres, i en un 30,7% no eren unitats familiars. En el 28% dels habitatges hi vivien persones soles el 14,9% de les quals corresponia a persones de 65 anys o més que vivien soles. El nombre mitjà de persones vivint en cada habitatge era de 2,47 i el nombre mitjà de persones que vivien en cada família era de 3,01.
Per edats la població es repartia de la següent manera: un 26,5% tenia menys de 18 anys, un 9,3% entre 18 i 24, un 26,4% entre 25 i 44, un 22,1% de 45 a 60 i un 15,7% 65 anys o més.
L'edat mediana era de 36 anys. Per cada 100 dones hi havia 85,9 homes. Per cada 100 dones de 18 o més anys hi havia 78,2 homes.
La renda mediana per habitatge era de 25.875 $ i la renda mediana per família de 34.141 $. Els homes tenien una renda mediana de 30.083 $ mentre que les dones 15.292 $. La renda per capita de la població era de 14.360 $. Aproximadament el 16,5% de les famílies i el 21,8% de la població estaven per davall del llindar de pobresa.

## Poblacions més properes
El següent diagrama mostra les poblacions més properes.